# 圣母子与圣雅各伯和圣多明我

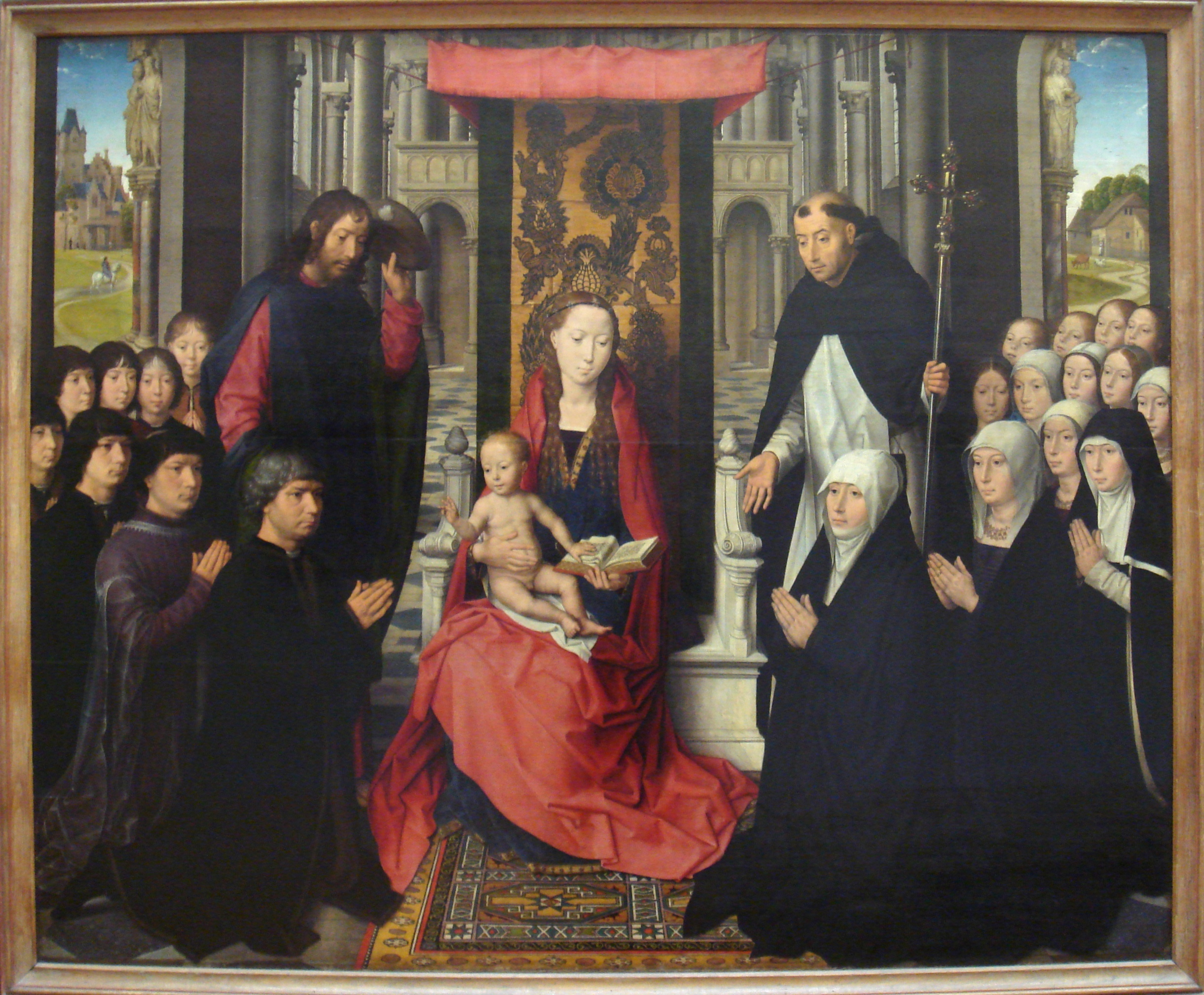
圣母子与圣雅各伯和圣多明我

《圣母子与圣雅各伯和圣多明我》是汉斯·梅姆林 的一幅油画，绘制于约 1485-1490 年， 1878 年由 Duchâtel 伯爵夫人捐给巴黎卢浮宫。 
这幅画是由布鲁日的一位香料商人雅各布·弗洛林为他的家族小堂订制。画作可能是在弗洛林死后才完成，因为弗洛林的妻子被画成寡妇的样子。 